# Water Sign
Water Sign è il quinto album in studio del musicista britannico Chris Rea, pubblicato nel 1983.

## Tracce
1. Nothing's Happening by the Sea – 4:18
2. Deep Water – 4:06
3. Candles – 4:40
4. Love's Strange Ways – 3:38
5. Texas – 3:58
6. Let It Loose – 3:35
7. I Can Hear Your Heartbeat – 3:28
8. Midnight Blue – 4:50
9. Hey You – 4:00
10. Out of the Darkness – 3:27